# Migawka

Działanie migawki na przykładzie lustrzanki Pentax; w momencie otwarcia migawki ruchome lustro podnosi się i zasłania matówkę, przez co w wizjerze nie widać obrazu.

Migawka – część aparatu fotograficznego służąca do odsłaniania na odpowiedni czas, a następnie zasłaniania z powrotem materiału światłoczułego w celu jego prawidłowej ekspozycji, czyli dostarczenia odpowiedniej ilości światła padającego przez obiektyw. 
Migawkę zwalnia się spustem, wężykiem lub zdalnie – pilotem.

## Migawka mechaniczna

### Migawka szczelinowa

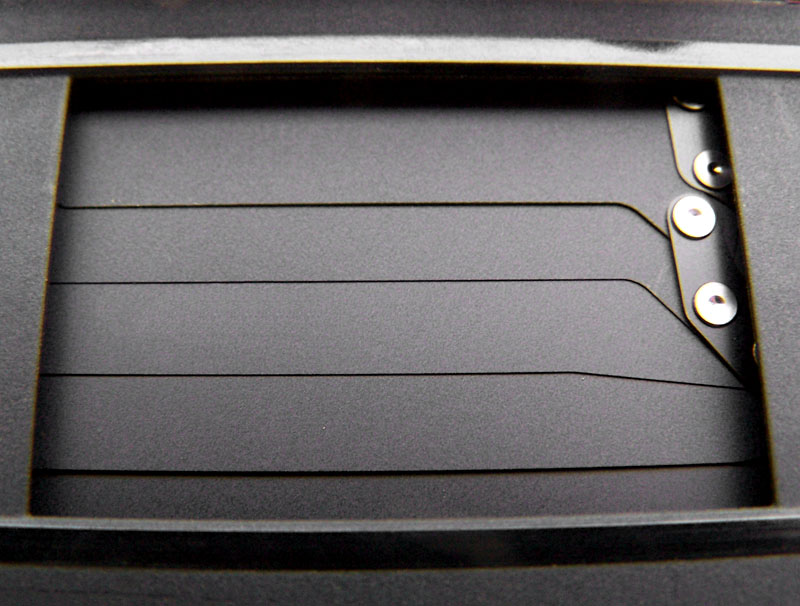
Migawka szczelinowa

Migawka szczelinowa stosowana obecnie powszechnie w lustrzankach małoobrazkowych umieszczona jest pomiędzy obiektywem a materiałem światłoczułym. Składa się z dwóch lub więcej równolegle prowadzonych taśm stalowych (lamelek) lub płóciennych. Zmiana położenia taśm względem siebie skutkuje zmianą czasu ekspozycji materiału światłoczułego. Naciągnięcie i zwolnienie mechanizmu migawki powoduje przesuwanie się szczeliny, utworzonej przez lamelki, wzdłuż materiału światłoczułego, czego skutkiem jest jego równomierne naświetlenie. 
Pod względem konstrukcyjnym rozróżnia się migawki szczelinowe poziome i pionowe w zależności od orientacji ruchu lamelek. Migawki pionowe, w związku z krótszą drogą do pokonania, pozwalają na najkrótsze (do {\displaystyle {\tfrac {1}{250}}} s) czasy pełnej synchronizacji standardowego błysku lampy błyskowej. 
Migawka jest odkryciem polskiego fotografa Stanisława Jurkowskiego. Skonstruował ją, opatentował i w 1883 opublikował dane na jej temat w piśmie Fotograf. Produkcją migawki szczelinowej zajęły się angielskie i niemieckie firmy. Jednak w literaturze to odkrycie przypisywane jest Ottomarowi Anschützowi. Miałby go dokonać na początku lat 80. XIX w.
W dawniej produkowanych aparatach czas otwarcia migawki regulowany był mechanicznie. Większość obecnie produkowanych modeli ma migawkę sterowaną elektronicznie, co skutkuje większą dokładnością i lepszą powtarzalnością czasu naświetlania. Przedział czasu otwarcia migawki to obecnie od {\displaystyle {\tfrac {1}{12\ 000}}} sekundy do 30 sekund, przy czym popularne lustrzanki oferują węższy zakres od {\displaystyle {\tfrac {1}{4000}}} sekundy do 30 sekund.

Zasada działania migawki szczelinowej. Po lewej dłuższe naświetlanie, po prawej – krótsze

### Migawka centralna

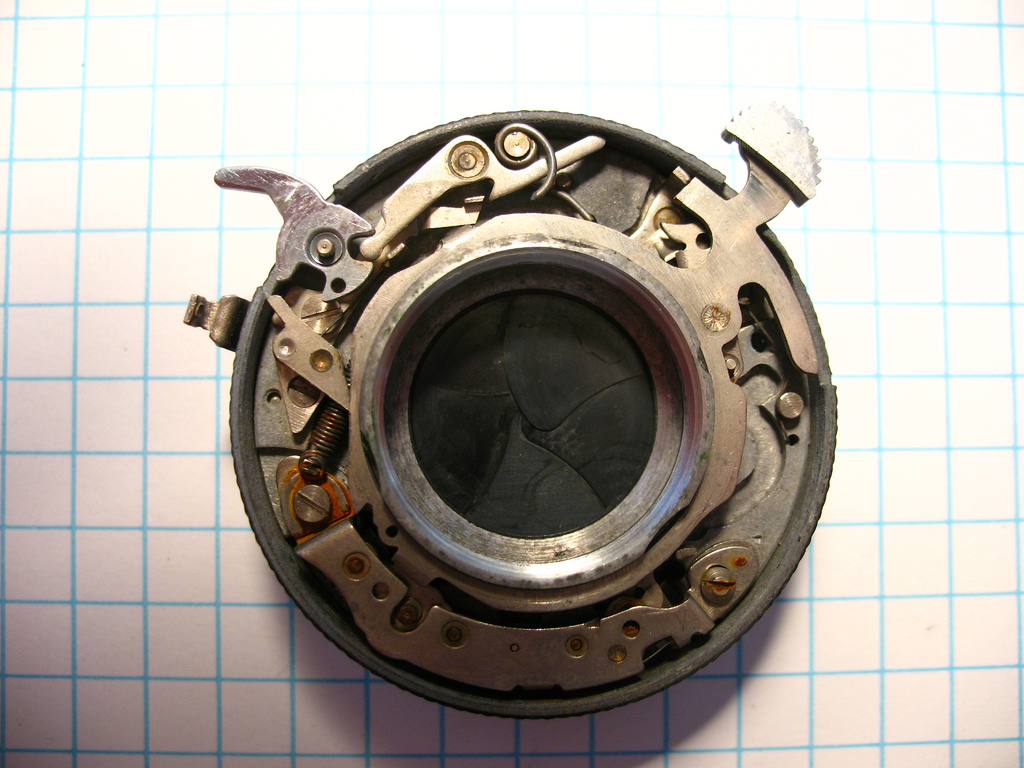
Migawka centralna

Migawka centralna, nazwana również irysową, umieszczona jest we wnętrzu obiektywu lub tuż za nim. Składa się z kilku, kilkunastu elementów z bardzo cienkiej blaszki w kształcie sierpa, rozmieszczonych symetrycznie wokół osi optycznej aparatu, tworząc okrągły otwór o regulowanej średnicy. Dzięki temu migawka centralna w niektórych obiektywach pełni jednocześnie rolę przysłony. 
Uruchomienie mechanizmu spustowego migawki powoduje błyskawiczne rozchylenie elementów do z góry określonej średnicy (funkcja przysłony) otwierając w ten sposób drogę światłu do materiału światłoczułego na określony czas (funkcja migawki), a następnie niemalże natychmiastowe ich zamknięcie (przyspieszenia w mechanizmie migawki centralnej dochodzą do 10 G). Dawniej ten typ migawki występował w aparatach mieszkowych a z czasem również w coraz popularniejszych lustrzankach dwuobiektywowych. 
Obecnie występuje niekiedy w kompaktowych aparatach cyfrowych z niewymienną optyką, ale także w obiektywach do aparatów średnio- i wielkoformatowych, a w zastosowaniach zaawansowanych – również jako samodzielny, niezależny od obiektywu, moduł. 
Konstrukcja migawki centralnej umożliwia synchronizację z lampą błyskową w pełnym zakresie oferowanych czasów. Najkrótsze czasy pracy migawek irysowych dochodzą do {\displaystyle {\tfrac {1}{2000}}} s, co pozwala na swobodne mieszanie światła ciągłego i błyskowego bez efektu rozmazania, jaki towarzyszy ekspozycji szybko poruszających się obiektów fotografowanych o czasach dłuższych niż {\displaystyle {\tfrac {1}{500}}} s przy standardowym obiektywie.

## Migawka elektro-optyczna
Jednym z rozwiązań zaproponowanych do wykonywania bardzo szybkich zdjęć była migawka elektro-optyczna. W 1949 r. na zjeździe inżynierów filmowych i telewizyjnych SMPTE dr Zarem przedstawił migawkę elektro-optyczną składającą się z dwóch filtrów polaryzacyjnych i materiału zmieniającego polaryzację światła zależnie od pola elektrycznego (zjawisko Kerra). Między dwa filtry polaryzacyjne, ustawione do siebie prostopadle (czyli całkowicie blokujące transmisję światła), umieszczono materiał wykazujący zjawisko Kerra – nitrobenzen. Wytworzenie pola elektrycznego powodowało zmianę polaryzacji światła przechodzącego przez pierwszy polaryzator, przez co drugi filtr nie blokował już go całkowicie. Tym samym, sterowanie polem elektrycznym umożliwiało sterowanie czasem naświetlania filmu w aparacie fotograficznym.
Migawka Zarema umożliwiała osiągnięcie czasu naświetlania do 0,04 μs, tj. {\displaystyle {\tfrac {1}{25\ 000\ 000}}} sekundy.
Rozwiązanie nie przyjęło się jednak szeroko w szybkiej fotografii z uwagi na liczne wady: małej apertury, wąskich kątów widzenia, całkowitych gabarytów, masy i kłopotliwego zasilania. Do praktycznego użytku weszło analogiczne rozwiązanie wykorzystujące zjawisko Faradaya, tj. migawka magneto-optyczna.

## Migawka magneto-optyczna
W 1951 r., również na zjeździe SMPTE, zespół pod przewodnictwem Harolda Edgertona przedstawił swój aparat fotograficzny Rapatronic wykorzystujący migawkę podobną do elektro-optycznej, ale opartą na zjawisku Faradaya, czyli zmianie polaryzacji światła w materiale pod wpływem pola magnetycznego. W stanie spoczynku migawka przepuszczała około jednej miliardowej części światła wpadającego.
Migawka Edgertona była o wiele praktyczniejsza. Miała pole widzenia 30 stopni i można ją było umieścić przed każdym klasycznym aparatem fotograficznym. Mogła być zasilana prądem z ogólnodostępnej sieci elektrycznej z użyciem zasilacza o masie 23 kilogramów, wówczas niezaskakującej. Chociaż optymalne czasy pracy migawki magneto-optycznej były dłuższe, {\displaystyle {\tfrac {1}{500\ 000}}} do {\displaystyle {\tfrac {1}{50\ 000}}} sekundy (2–20 μs), to była pozbawiona większości wad poprzedniczki. Tym samym umożliwiała ona w praktyce rejestrowanie zdarzeń bardzo gwałtownych (jak eksplozje) i ekstremalnie jasnych (wybuchy bomb jądrowych). 